# Scaphognathinae
De Scaphognathinae zijn een groep uitgestorven pterosauriërs die behoren tot de Rhamphorhynchidae.
In 1913 benoemde de Engelse amateurpaleontoloog Reginald Walter Hooley een onderfamilie Scaphognathinae om Scaphognathus in onder te brengen en Parapsicephalus. Deze laatste vorm wordt tegenwoordig niet meer tot de groep gerekend. In 1978 voegde Peter Wellnhofer ook Sordes toe.
In 2003 definieerde de Britse paleontoloog David Unwin een klade, monofyletische afstammingsgroep, Scaphognathinae: de groep bestaande uit de laatste gemeenschappelijke voorouder van Sordes pilosus en Scaphognathus crassirostris, en al zijn afstammelingen. In 2005 gaf Unwin aan dat hij ook Cacibupteryx, Harpactognathus en Pterorhynchus als leden van de groep zag. De scaphognathinen zijn vrij kleine soorten pterosauriërs met een lange staart en een beperkt aantal tanden voor in de snuit.
De Scaphognathinae komen voor op het eind van het Jura, Oxfordien - Tithonien. Ze zijn volgens Unwin de zustergroep van de Rhamphorhynchinae binnen de Rhamphorhynchidae.